# Arachnopsis
Arachnopsis is een geslacht van kreeftachtigen uit de klasse van de Malacostraca (hogere kreeftachtigen).

## Soort
- Arachnopsis filipes Stimpson, 1871